# Pegasus Airlines

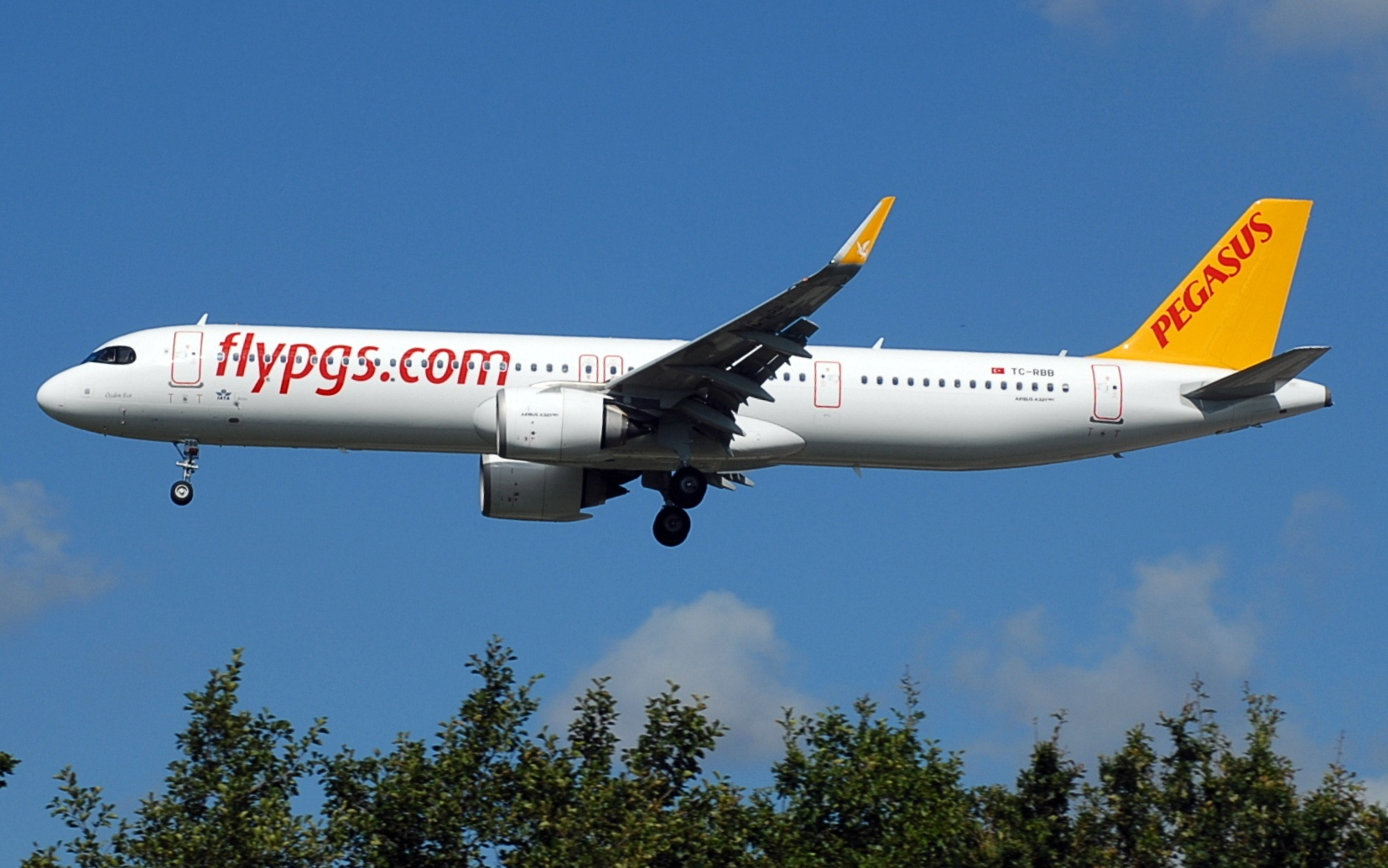
Airbus A321neo w barwach Pegasus Airlines lądujący w Porcie lotniczym Manchester

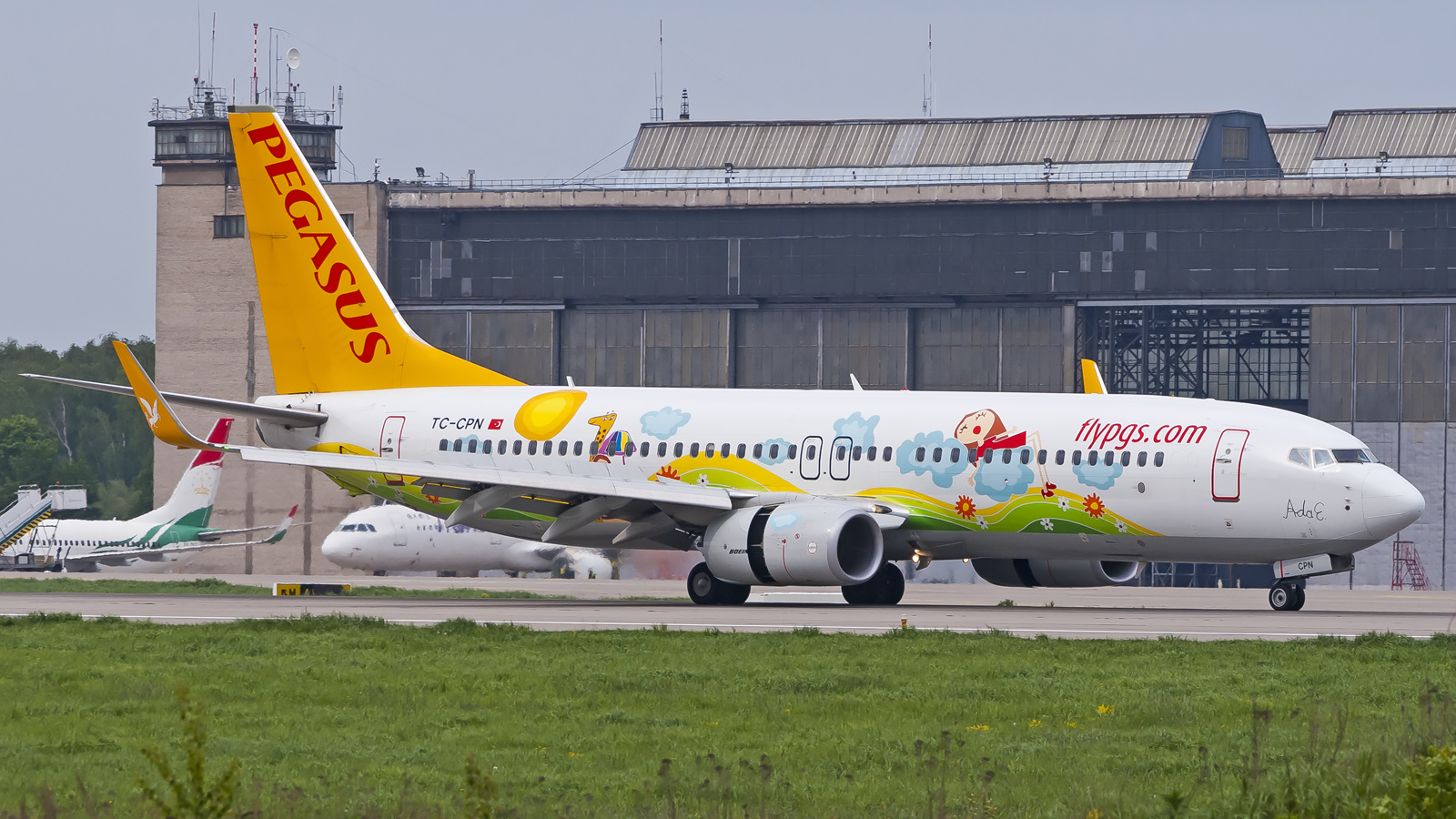
Boeing 737-800 należący do linii w specjalnym malowaniu "Ada E." w Porcie lotniczym Moskwa-Domodiedowo

Pegasus Airlines – turecka linia lotnicza z siedzibą w Stambule. Obsługuje połączenia krajowe, połączenia do krajów europejskich i Bliskiego Wschodu. Główną bazą operacyjną linii jest port lotniczy Stambuł-Sabiha Gökçen.  
Agencja ratingowa Skytrax przyznała Pegasus Airlines trzy gwiazdki spośród pięciu możliwych. 

## Flota
Według stanu na sierpień 2025 flota Pegasus Airlines składała się ze 128 samolotów o średnim wieku 5,1 lat:
| Samolot           | Samolot | Samolot   | Liczba miejsc | Liczba miejsc | Uwagi                     |
| Model             | Aktywne | Zamówione | E             | Łącznie       | Uwagi                     |
| ----------------- | ------- | --------- | ------------- | ------------- | ------------------------- |
| Airbus A320-200   | 9       | –         | 180           | 180           |                           |
| Airbus A320-200   | 9       | –         | 186           | 186           |                           |
| Airbus A320neo    | 46      | –         | 186           | 186           |                           |
| Airbus A321neo    | 64      | 2         | 239           | 239           |                           |
| Boeing 737-800    | 9       | –         | 189           | 189           |                           |
| Boeing 737 MAX 10 | –       | 100       | –             | –             | Planowana dostawa od 2029 |
| Łącznie           | 128     | 102       |               |               |                           |

Samoloty wycofane ze służby:
- Airbus A300
- Airbus A319
- Boeing 737-300
- Boeing 737-400
- Boeing 737-500

## Wypadki
10 marca 2010 – Podczas awaryjnego lądowania na lotnisku Frankfurcie przednie podwozie Airbusa A319 obsługującego lot Pegasus Airlines 361 przez linię Izair zapaliło się. Samolot bezpiecznie wylądował, lecz pas startowy zamknięto na trzy godziny. Incydent był podobny do wypadku lotu JetBlue Airways 292.
13 stycznia 2018 – Rejs Pegasus Airlines 8622 obsługiwany przez Boeinga 737-800 podczas lądowania w Trabzon w Turcji wyjechał poza pas i zsunął się z urwiska. Chociaż nikomu nic się nie stało, silniki i brzuch samolotu zostały zniszczone.
5 lutego 2020 – Samolot Boeing 737-800 obsługujący rejs Pegasus Airlines 2193 rozbił się na lotnisku w Stambule. Podczas lądowania samolot wypadł z pasa startowego i rozpadł się na kilka części. W wypadku zginęły 3 osoby. 